# Natalja Wladimirowna Smirnowa
Natalja Wladimirowna Smirnowa (russisch Наталья Владимировна Смирнова; * 11. Mai 1979 in Nowotscheboksarsk) ist eine russische Ringerin. Sie wurde 2005 und 2012 jeweils Vize-Europameisterin in den Gewichtsklassen bis 55 kg bzw.  63 kg Körpergewicht.

## Werdegang
Natalja Smirnowa begann 1995 in ihrer Heimatstadt Almetjewsk mit dem Ringen. Ihr erster Trainer war Nikolai Petrowitsch Bjelow. Sie trat in die Armee ein und ist nunmehr Mitglied des Sportclubs Ver Stawropol. Seit 2008 wird sie von Fersillah Islamow trainiert. Bei einer Größe von 1,64 Metern rang sie zunächst lange Zeit in den Gewichtsklassen bis 51 kg bzw. 55 kg, wuchs aber seit 2010 über die Gewichtsklasse bis 59 kg in die Gewichtsklasse bis 63 kg hinein.
Sie war schon im Juniorenbereich sehr erfolgreich und gewann in den Jahren 1998 und 1999 bei internationalen Meisterschaften vier Medaillen. Am erfolgreichsten war sie dabei bei der Junioren-Europameisterschaft 1999 in Budapest, wo sie den Titel in der Gewichtsklasse bis 50 kg Körpergewicht gewann.
Der Durchbruch bei den Seniorinnen dauerte dann etwas. Erst im Jahre 2002 wurde sie bei einer internationalen Meisterschaft in dieser Altersklasse eingesetzt. Sie kam dabei bei der Europameisterschaft in Seinäjoki/Finnland in der Gewichtsklasse bis 55 kg nach Siegen über Sabrina Lotz, Deutschland und Petya Penkowa, Bulgarien und Niederlagen gegen Tetjana Lasarewa, Ukraine und Gudrun Annette Høie, Norwegen auf den 4. Platz. 2005 wurde sie in Warna in der Gewichtsklasse bis 51 kg Vize-Europameisterin. Sie besiegte dabei Nadine Tokar, Schweiz, Sarka Andrlova, Tschechien und Ana Maria Pavăl, Rumänien, unterlag aber im Finale Irina Melnik-Merleni aus der Ukraine. Bei der Weltmeisterschaft 2005 kam sie nach einem Sieg über Rani Poonam aus Indien und einer Niederlage gegen Tsogtbadsaryn Enchdschargal aus der Mongolei auf den 9. Platz.
Eine weitere Medaille, die bronzene, gewann sie dann bei der Europameisterschaft 2006 in Moskau. In der Gewichtsklasse bis 51 kg. Sie unterlag dort in ihrem ersten Kampf zwar gegen Alexandra Engelhardt aus Deutschland, sicherte sich diese Medaille aber danach durch Siege über Marta Podeworna, Polen und Maria del Mar Serrano Barcelo aus Spanien. Bei der Weltmeisterschaft 2007 wurde sie nicht eingesetzt.
2008 wurde Natalja Smirnowa zwar russische Meisterin in der Gewichtsklasse bis 55 kg vor Anna Maksimow und Natalja Golz, kam aber weder bei der Europameisterschaft, noch bei den Olympischen Spielen in Peking zum Einsatz. Nur bei der 2008 zusätzlich zu den Olympischen Spielen stattfindenden Weltmeisterschaften in Tokio war sie am Start und belegte dort nach einem Sieg über Miruyet Dinbajewa, Kasachstan, einer Niederlage gegen Tatjana Lasarewa, einem Sieg über Nursat Schailobajewa, Kirgisistan und einer Niederlage gegen Ana Maria Pavăl den 6. Platz. 2009 belegte sie bei der Europameisterschaft in Vilnius in der Gewichtsklasse bis 59 kg hinter Natalja Sinischin, Ukraine und Alena Filipowa, Weißrussland den 3. Platz und gewann damit wieder eine Bronzemedaille.
Im Jahre 2010 verfehlte Natalja Smirnowa bei der Europameisterschaft in Baku mit einem 5. Platz in der Gewichtsklasse bis 59 kg knapp die Medaillenränge, als sie nach einer Niederlage im ersten Kampf gegen Taybe Yusein aus Bulgarien in der Trostrunde zunächst zu einem Sieg über Hanna Wassylenko aus der Ukraine kam, dann aber gegen Marianna Sastin aus Ungarn verlor und damit ausschied. Ihren vorläufig letzten Start bei einer internationalen Meisterschaft absolvierte Natalja Smirnowa 2012 bei der Europameisterschaft in Belgrad. Sie wurde dort mit Siegen über Maria Teresa Mendez Mayo, Spanien, Elina Wasewa, Bulgarien und Monika Ewa Michalik, Polen und einer Niederlage im Finale gegen Julia Ostaptschuk, Ukraine, Vize-Europameisterin. Bei der russischen Meisterschaft 2012 belegte sie in der Gewichtsklasse bis 63 kg hinter Anastassija Brattschikowa und Angela Fomenko den 3. Platz und hatte damit keine Chance auf einen Startplatz in der russischen Olympiamannschaft für London.

## Internationale Erfolge
| Jahr | Platz | Wettbewerb                                      | Gewichtsklasse | Ergebnisse |
| 1998 | 3.    | Junioren-EM in Patras                           | bis 50 kg      | hinter Tanja Sauter, Deutschland und Konstanina Katerina Tsibanakou, Griechenland |
| 1998 | 2.    | Junioren-WM in Fredrikstad/Norwegen             | bis 50 kg      | hinter Atsuko Shinemura, Japan, vor Tanja Sauter |
| 1999 | 1.    | Junioren-EM in Budapest                         | bis 50 kg      | vor Francine de Paolo-Martinez, Frankreich und B. Krzywda, Polen |
| 1999 | 2.    | Junioren-WM in Bukarest                         | bis 50 kg      | hinter Atsuko Shinemura, vor Tanja Sauter und Agoro Papavasileiou, Griechenland |
| 2002 | 4.    | EM in Seinäjoki/Finnland                        | bis 55 kg      | nach Siegen über Sabrina Lotz, Deutschland und Petya Penkowa, Bulgarien und Niederlagen gegen Tatjana Lasarewa, Ukraine und Gudrun Annette Høie, Norwegen                                 |
| 2005 | 2.    | EM in Warna                                     | bis 51 kg      | nach Siegen über Nadine Tokar, Schweiz, Sarka Andrlova, Tschechien und Ana Maria Pavăl, Rumänien und einer Niederlage gegen Irina Melnik-Merleni, Ukraine                                 |
| 2005 | 2.    | Welt-Cup in Clermont-Ferrand                    | bis 51 kg      | hinter Chiharu Ichō, Japan, vor Vanessa Boubryemm, Frankreich |
| 2005 | 9.    | WM in Budapest                                  | bis 51 kg      | nach einem Sieg über Rani Poonam, Indien und einer Niederlage gegen Tsogtbadsaryn Enchdschargal, Mongolei                                                                                 |
| 2006 | 3.    | EM in Moskau                                    | bis 51 kg      | nach einer Niederlage gegen Alexandra Engelhardt, Deutschland und Siegen gegen Marta Podeworna, Polen und Maria del Mar Serrano Barcelo, Spanien                                          |
| 2007 | 2.    | Großer Preis von Deutschland in Dormagen        | bis 55 kg      | hinter Johanna Mattsson, Schweden, vor Brittanee Laverdure, Kanada |
| 2008 | 6.    | WM in Tokio                                     | bis 55 kg      | nach einem Sieg über Miruyet Dinbajewa, Kasachstan, einer Niederlage gegen Tatjana Lasarewa, einem Sieg über Nursat Schailobajewa, Kirgisistan und einer Niederlage gegen Ana Maria Pavăl |
| 2009 | 1.    | "Iwan-Yarigin"-Grand-Prix in Krasnojarsk        | bis 55 kg      | vor Natalja Golz, Russland |
| 2009 | 1.    | Klippan-Lady-Open                               | bis 55 kg      | vor Sylwia Bilenska, Polen und Nicole Hauptmann, Deutschland |
| 2009 | 3.    | EM in Vilnius                                   | bis 55 kg      | hinter Natalja Sinischin, Ukraine und Alena Filipowa, Weißrussland |
| 2010 | 2.    | "Iwan-Yarigin"-Golden-Grand-Prix in Krasnojarsk | bis 59 kg      | hinter Kelsey Campbell, USA, vor Hanna Wassylenko, Ukraine und Kei Yamana, Japan |
| 2010 | 3.    | Klippan-Lady-Open                               | bis 59 kg      | hinter Marianna Sastin, Ungarn und Takako Saito, Japan |
| 2010 | 5.    | EM in Baku                                      | bis 59 kg      | nach einer Niederlage gegen Taybe Yusein, Bulgarien, einem Sieg über Hanna Wassylenko und einer Niederlage gegen Marianna Sastin                                                          |
| 2011 | 3.    | Golden-Grand-Prix in Baku                       | bis 63 kg      | hinter Rio Watari, Japan und Gosal Sutowa, Aserbaidschan |
| 2011 | 3.    | Poland-Open in Tarnowo Podgorna                 | bis 63 kg      | hinter Anastassija Brattschikowa, Russland und Audrey Prieto, Frankreich |
| 2012 | 2.    | "Iwan-Yarigin"-Golden-Grand-Prix in Krasnojarsk | bis 63 kg      | hinter Kaori Icho, vor Erin Clodgo, USA und Ljubow Michailowna Wolossowa, Russland |
| 2012 | 3.    | Golden-Grand-Prix in Klippan                    | bis 63 kg      | hinter Henna Johansson, Schweden und Monika Ewa Michalik |
| 2012 | 2.    | EM in Belgrad                                   | bis 63 kg      | nach Siegen über Maria Teresa Mendez Mayo, Spanien, Elina Wasewa, Bulgarien und Monika Ewa Nichalik und einer Niederlage gegen Julia Ostaptschuk, Ukraine                                 |
| 2012 | 10.   | Poland-Open in Ratibor                          | bis 63 kg      | Siegerin: Anastasija Grigorjeva, Lettland vor Anastasija Huchok, Weißrussland |

## Russische Meisterschaften
(soweit bekannt)
| Jahr | Platz | Gewichtsklasse | Ergebnisse                                                             |
| 2007 | 2.    | bis 55 kg      |                                                                        |
| 2008 | 1.    | bis 55 kg      | vor Anna Maksimowa, Christina Sat und Natalja Golz                     |
| 2009 | 2.    | bis 55 kg      | hinter Natalja Golz, vor Swetlana Schirjajewa und Ljudmila Perwuschowa |
| 2011 | 3.    | bis 63 kg      | hinter Ljubow Michailowna Wolossowa und Anastassija Brattschikowa      |
| 2012 | 3.    | bis 63 kg      | hinter Anastassija Brattschikowa und Angela Fomenko                    |

## Erläuterungen
- alle Wettkämpfe im freien Stil
- WM = Weltmeisterschaft, EM = Europameisterschaft